# Erik Hedfeldt
Nils Erik Hedfeldt, född 8 april 1908 i Linköpings församling, Östergötlands län, död 22 juni 1986 i Saltsjöbadens församling, Stockholms län, var en svensk jurist.
Efter juris kandidatexamen vid Stockholms högskola 1931 och tingstjänstgöring 1931–1934, blev Hedfeldt fiskal i Svea hovrätt 1935 och utnämndes till assessor 1948. Parallellt med detta hade han periodvis flera uppdrag som sakkunnig i socialdepartementet 1935–1942. År 1940 anställdes han i Statens arbetsmarknadskommission och blev avdelningschef där 1945. Hedfelt var byråchef vid Statens hyresråd 1942–1944 och vice ordförande där 1944–1952. Han utnämndes till lagbyråchef i justitiedepartementet 1949 och hovrättsråd i Svea hovrätt 1951. Hedfeldt var regeringsråd 1952–1958 och justitieråd 1958–1975.
Erik Hedfeldt var ordförande för Sveriges författarfond 1954–1963. Han är gravsatt i minneslunden på Skogsö kyrkogård.

## Utmärkelser
- Kommendör med stora korset av Nordstjärneorden, 10 november 1962.[4]